# エタ・ベイカー
エタ・ベイカー（Etta Baker、1913年3月31日 – 2006年9月23日）は、アメリカ合衆国ノースカロライナ州出身のピードモント・ブルースのギタリスト、歌手。

## 経歴
エタ・ルシール・リード (Etta Lucille Reid) としてノースカロライナ州コールドウェル郡に生まれた彼女は、アフリカ系アメリカ人、インディアン、ヨーロッパ系アメリカ人の血統を引いていた。彼女は3歳からギターを弾き始めた。教えたのは、父ブーン・リード (Boone Reid) だったが、彼は様々な楽器でピードモント・ブルースを永く演奏してきた人物だった。彼女に音楽を教えたのは父だけであった。彼女は6弦だけでなく12弦のスティール弦アコースティックギターや5弦バンジョーを演奏した。ベイカーは、ピードモント・ブルースを90年近くにわたって演奏し続けた。
1916年、彼女は家族とともにバージニア州キーズビルに移り住んだ。リード家には、4女4男、8人の子どもたちがいた。そのうち一人を除き、（7人が）成人となるまで生き延びた。父ブーン・リードは、1910年代から1920年代にかけて様々な仕事を転々とし、他州の工場や造船所で働いていた。残りの家族は、おじのもとで暮らしていた。エタ・リードが14歳になる頃には、家族全員が一緒になって、バージニア州南部のタバコ農園で働いていた。彼女は第10学年までで学校をやめてしまった。
ベイカーが最初の録音を行なったのは、1956年の夏に、彼女が父とともに、当時住んでいたモーガントンに近いノースカロライナ州ブローイング・ロックのコーン家の屋敷を訪れていたとき、偶然ポール・クレイトンに出会った後であった。父はクレイトンに、娘の代表曲「One Dime Blues」を聴いてくれと頼んだ。クレイトンはこれに感銘を受け、翌日、テープレコーダーを持参して一家の自宅を訪れ、数曲を録音した。
ベイカーは、ボブ・ディラン、タジ・マハール、ケニー・ウェイン・シェパードなど数多くの音楽アーティストたちと交流して自分の知識を彼らと共有した。1989年にはノースカロライナ・アーツ・カウンシルからノースカロライナ・ヘリテッジ賞を贈られ、1991年には国立芸術基金から（日本の人間国宝に相当する）ナショナル・ヘリテージ・フェローシップ (National Heritage Fellowship)を授与され、2003年にはノースカロライナ賞を贈られた。また、1982年には姉コーラ・フィリップス (Cora Phillips) とともに、ノースカロライナ・フォークロア協会 (North Carolina Folklore Society) から、ブラウン＝ハドソン・フォークロア賞 (Brown-Hudson Folklore Award) を贈られた。
ベイカーは9人の子どもをもうけ、うちひとりは1967年にベトナム戦争で死んだが、同年には彼女の夫も死去した。息子と夫をなくした彼女は、しばらく演奏活動をやめていたが、やがてブルースに慰めを見出した。晩年の彼女は、ノースカロライナ州モーガントンに住んでいたが、心臓発作で倒れた娘を見舞いに訪れていたバージニア州フェアファックスにおいて93歳で死去した。

### 死亡記事
- Renowned Piedmont Blues Guitarist Etta Baker Dies at 93, from World Music Central

## ディスコグラフィ
- 1956 : Instrumental Music from the Southern Appalachians (Tradition Records; reissued 1997)
- 1990 : One Dime Blues
- 1998 : The North Carolina Banjo Collection, various artists (Rounder)
- 1999 : Railroad Bill
- 2004 : Etta Baker with Taj Mahal (Music Maker 50)
- 2005 : Carolina Breakdown, with Cora Phillips (Music Maker 56)
- 2006 : Knoxville Rag, with Kenny Wayne Shepherd, issued on CD as 10 Days Out: Blues from the Backroads, with a DVD showing Shepherd and Baker playing guitar in her kitchen (Reprise Records) UPC 093624929420

### 音源
- Etta Baker MP3s, from Music Maker Relief Foundation
- Live recording of "One Dime Blues," performed by Baker (track 7, recorded at the 1994 Florida Folk Festival and made available for public use by the State Archives of Florida)